# El Pou (Serinyà)
el Pou és una masia a poc menys de mig km al NW del nucli de Serinyà (al Pla de l'Estany). Probablement l'origen del mas es remunta a l'edat mitjana, i hauria estat vinculat a un pou de glaç de grans dimensions que es troba molt a prop de la masia. L'edifici, en la seva actual fesomia, hauria estat conformat al segle xvii, i hauria pertangut a la família Illa, segons diu la inscripció de la façana "Mateu Illa me fecit 1685".
Masia dues plantes i una pallissa de dos pisos annexada a l'est. Consta d'una coberta a dues aigües. A la façana principal, orientada a sud, cal remarcar una balconada de llinda amb una inscripció i també la porta amb llinda i la data 1685 gravada. A la façana nord destaquen tres finestres arrenglerades de llinda, amb ampit motllurat, de carreus de pedra calcària. A l'interior de la planta baixa es conserva l'escala original de graons de pedra i també les restes d'un forn. En la banda nord-est es conserven un conjunt d'espitlleres de tir orientades cap a l'antic camí que anava a Besalú.